# 長野県道374号北長野停車場中俣線
長野県道374号北長野停車場中俣線（ながのけんどう374ごう きたながのていしゃじょうなかまたせん）は、長野県長野市を走る一般県道。

## 概要
長野市吉田と柳原とを、長野電鉄長野線に沿って結ぶ。長野バイパス開通以前は北国街道吉田から分かれて須坂方面へ向かう須坂街道の道筋であった。現在でも吉田・稲田方面から国道18号柳原方面・国道406号須坂方面へと抜ける近道として多くの利用があるが、その交通量の一方ほとんどの区間が狭隘路で、特に長野市小島付近では1.5車線幅で用水路に沿って走っており、大変危険である。並行して都市計画道路東部幹線の建設が進められているが、本線とクロスする南堀東交差点から国道18号までの区間は未開通である。

### 路線データ
- 起点：長野市中越二丁目（しなの鉄道北長野駅）
- 終点：長野市大字柳原字中俣（国道18号交点）
- 実延長：3.4km

## 重複区間
- 長野県道373号北長野停車場線（北長野駅前交差点・吉田小学校前交差点間）

## 交差・接続する道路
- 北長野駅前交差点（長野市中越二丁目＝起点）
  - 長野県道373号北長野停車場線 - ※重複区間ここから
- 吉田小学校前交差点（長野市吉田三丁目）
  - 長野県道373号北長野停車場線 - ※重複区間ここまで
- （長野市吉田四丁目付近）
  - 長野市道（東豊線）
- 石渡・南堀交差点（長野市石渡）
  - 長野県道372号三才大豆島中御所線
- 南堀東交差点（長野市石渡）
  - 長野市道（東部幹線）
- （長野市柳原中俣付近＝終点）
  - 国道18号（長野バイパス）

## 周辺
- しなの鉄道北長野駅
- 長野電鉄信濃吉田駅
- 辰巳公園
- 長野電鉄朝陽駅
- 信州大学南堀キャンパス
  - 信州大学教育学部附属長野中学校
  - 信州大学教育学部附属長野小学校
  - 信州大学教育学部附属特別支援学校
- 長野電鉄附属中学前駅